# College de Heemlanden
College de Heemlanden is een scholengemeenschap in Houten voor atheneum en havo.
De school heeft een oecumenische inslag.
De school biedt naast atheneum en havo ook een atheneum-plus programma voor leerlingen die een extra uitdaging willen. De leerlingen kiezen daarbij uit natuurwetenschappen en sociale wetenschappen als extra vak. Sinds het schooljaar 2018-2019 is het atheneum-plus naast de extra vakken ook versneld. Leerlingen kunnen het vwo in 5 jaar grotendeels afronden, met daarna een door school begeleid tussenjaar, waarin leerlingen de wereld kunnen verkennen buiten de schoolmuren om vervolgens examen te doen en hun diploma te halen.  
In 2021 heeft College de Heemlanden voor haar bovenbouw van het atheneum-plus de Onderwijsprijs voor de provincie Utrecht gewonnen. Hiermee is de school genomineerd voor de Nationale Onderwijsprijs.
Vanuit de Oecumenische grondslag wordt jaarlijks een reis georganiseerd naar het Zuid-Franse plaatsje Taizé. Leerlingen komen in contact met jongeren van over de hele wereld en praten over dingen die hen bezig houdt. 
Ook is er de gelegenheid met school om op ontwikkelingsreis naar Zuid-Afrika te gaan. Leerlingen komen in contact met de lokale jeugd. Leerlingen die deze reis hebben meegemaakt beschreven het als "zeer leerzaam", maar ook "oogopenend". 